# Disturbios de Ámsterdam en noviembre de 2024
Los disturbios en Ámsterdam fueron unos enfrentamientos que tuvieron lugar el 7 de noviembre de 2024 entre hinchas del equipo israelí Maccabi Tel Aviv y manifestantes propalestinos, tras un partido de fútbol de la Liga Europa de la UEFA en Ámsterdam, Países Bajos. Los aficionados israelíes fueron agredidos en varios puntos de la ciudad. La policía neerlandesa arrestó a sesenta y dos personas, de las cuales diez seguían detenidas el 9 de noviembre. Cinco personas fueron hospitalizadas brevemente, mientras que otras veinte a treinta personas sufrieron heridas leves que no requirieron hospitalización.
Los ataques fueron condenados inicialmente por las autoridades neerlandesas e israelíes como antisemitas y tuvieron una gran repercusión mediática en todo el mundo. Sin embargo, a lo largo del día fueron apareciendo informaciones, confirmadas por la policía local, que indicaban que quienes iniciaron los altercados fueron los hinchas del Maccabi, con cánticos antiárabes y antipalestinos como «muerte a los árabes», arrancando y quemando banderas de Palestina y agrediendo a un taxista musulmán. Adicionalmente, al empezar el partido, los seguidores del Maccabi abuchearon el minuto de silencio en recuerdo de las más de doscientas víctimas de las inundaciones ocurridas la semana anterior en España. Según France 24, ningún dirigente europeo condenó los cánticos racistas antiárabes ni las acciones violentas llevadas a cabo por los aficionados israelíes.
Un comunicado emitido por las autoridades locales cuatro días después de los disturbios describió las causas como «un cóctel venenoso de antisemitismo, comportamiento vandálico y rabia por la guerra en Palestina e Israel y otros países de Oriente Medio», culpabilizando tanto al antisemitismo de quienes atacaron a los aficionados del Maccabi como a las provocaciones de los hooligans israelíes.

## Antecedentes
La guerra de Gaza comenzó el 7 de octubre de 2023 después del ataque liderado por Hamás contra Israel ese día, que resultó en la muerte de 1139 personas y la toma de otras 251 como rehenes en la Franja de Gaza. Israel comenzó a bombardear la Franja de Gaza también el mismo día y, en noviembre de 2024, había matado a más de 43 000 palestinos, más del 70 % de las víctimas mortales eran mujeres y niños, según datos de la ONU. Israel extendió la guerra con su invasión del Líbano el 1 de octubre de 2024, que mató a más de 3000 libaneses y provocó el desplazamiento de más de 1,2 millones de personas en todo el país y Siria. En los Países Bajos se han producido numerosas protestas relacionadas con la guerra.
Durante el curso de la guerra se ha producido un aumento significativo de incidentes antisemitas en todo el mundo, incluso en los Países Bajos. Unos meses antes de los disturbios, la Agencia de los Derechos Fundamentales de la Unión Europea informó de un aumento de los ataques antisemitas en toda Europa, que atribuyó en parte a la guerra. La agencia también informó de un aumento del racismo y la discriminación hacia los musulmanes y los árabes en el continente.
La base de aficionados del Maccabi Tel Aviv incluye grupos ultra de extrema derecha que han estado involucrados en incidentes racistas en Israel en el pasado, incluidos insultos racistas a jugadores árabes y negros de su propio equipo.  En marzo, en Atenas antes de un partido contra el Olympiacos, un aficionado griego de origen árabe que llevaba una bandera palestina fue ingresado en un hospital de Atenas tras un altercado con un grupo de aficionados del Maccabi; un vídeo parece mostrar a un grupo de aficionados israelíes dándole una paliza al hombre. Dos personas fueron detenidas. En septiembre, el partido de fútbol Bélgica-Israel de la Liga de las Naciones se jugó en Hungría a puerta cerrada para evitar disturbios. Por el mismo motivo, el 5 de noviembre la UEFA anunció que el partido del Maccabi como visitante contra el Beşiktaş turco, programado para el 28 de noviembre, se jugaría en terreno neutral.
En los días anteriores al partido hubo peticiones en Ámsterdam para que se anulase el partido y que se suspendiese a Israel de las competiciones europeas de fútbol. El sábado 2 de noviembre, hinchas del Ajax  atacaron violentamente a un manifestante pro-palestino y declararon que no tolerarían manifestaciones pro-palestinas cerca de su estadio. El equipo de seguridad del Maccabi fue reforzada para este desplazamiento con agentes del Mosad israelí.
Las autoridades locales movilizaron a 800 policías para el partido, declararon varias áreas de la ciudad como de alto riesgo y prohibieron una manifestación a favor de Palestina en las inmediaciones del estadio, desplazándola a otro punto de la ciudad. Unos mil hinchas del Maccabi hicieron el desplazamiento a Holanda y fueron escoltados por la policía desde la Plaza Dam hasta el estadio del Ajax.
Durante las horas previas al partido, los hinchas del Maccabi arrancaron al menos una bandera palestina de una vivienda de Ámsterdam, a la que prendieron fuego, y atacaron violentamente a un taxista. También entonaron cánticos antiárabes como «¡Muerte a los árabes!» y consignas antipalestinas. Al empezar el partido, los seguidores del Maccabi abuchearon el minuto de silencio en recuerdo de las víctimas de la gota fría ocurrida la semana anterior en España.

## Disturbios

### 6 de noviembre
El 6 de noviembre, activistas pro palestinos expresaron su temor en las redes sociales por la llegada de hinchas israelíes. «La ciudad está llena de hooligans, incluidos soldados israelíes», decía un mensaje ampliamente compartido en los canales pro palestinos de las redes sociales. «Maccabi apoya abiertamente los crímenes de guerra y el genocidio en Gaza. (...) Pregúntate: ¿Estás preparado física y mentalmente para enfrentarte a una multitud de hooligans? Quedarse en casa no te hace menos activista».

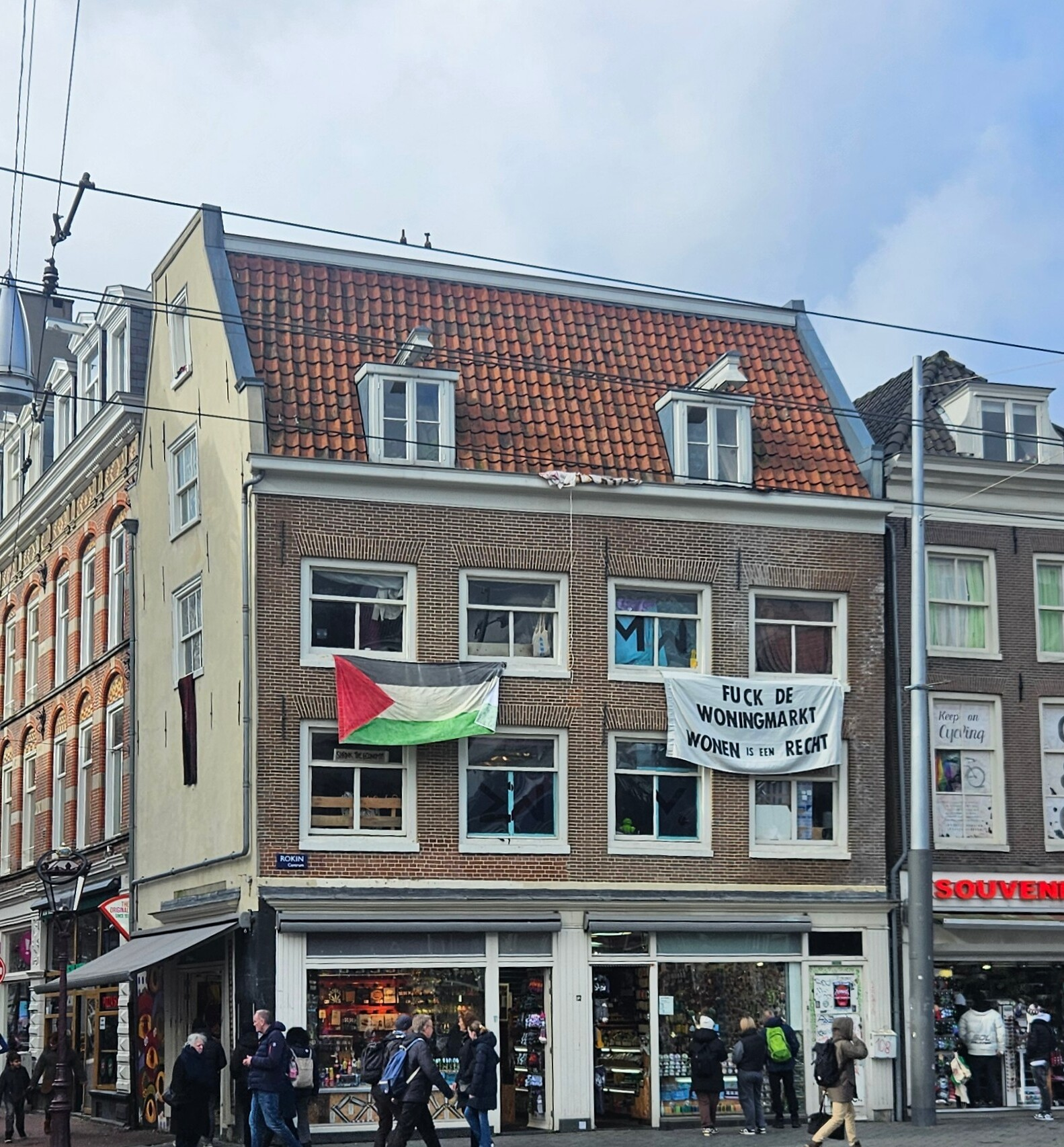
Una casa en la calle Rokin en Ámsterdam con una bandera palestina

Imágenes compartidos en redes sociales y en medios de comunicación mostraban a los fanáticos del Maccabi derribando y quemando banderas palestinas en Ámsterdam la misma tarde del 6 de noviembre y gritando «que te jodan Palestina». Decenas de seguidores del Maccabi se congregaron frente a Villa Mokum, una casa en el distrito de Rokin donde ondeaban varias banderas palestinas. En los videos se los ve arrojando piedras a las ventanas, trepando al edificio y arrancando las banderas. «Dieron patadas a nuestras puertas e intentaron entrar en nuestra casa», dijo a Het Parool un residente de 23 años de la propiedad. «Levantaron el dedo medio e hicieron gestos de decapitación, diciendo [en inglés]: "Te vamos a matar y volveremos"». Imágenes de video mostraron un coche de policía que pasaba sin detenerse, lo que provocó indignación en las redes sociales. Esa misma noche decenas de hinchas israelíes violentaron casas, arrancando banderas palestinas de ventanas y balcones; atacaron un taxi conducido por una personal musulmán; cantaron letras racistas. Durante el minuto de silencio por las víctimas de las inundaciones por la Dana en Valencia se burlaron de las mismas.
Un jefe de policía dijo que hubo incidentes «en ambos lados» y que los aficionados del Maccabi habían destrozado un taxi. Un video mostraba a un hombre atacando un taxi con una cadena de metal. Otro video compartido en las redes sociales mostraba a un grupo de personas pateando a un hombre en el suelo, que según informó primero la emisora RTL era un taxista (el periódico NRC informó más tarde que, de hecho, el video mostraba a israelíes siendo golpeados). A esto le siguió un «llamado online» a los taxistas para que fueran a un casino donde estaban presentes 400 aficionados israelíes.
La policía escoltó a los hinchas hasta el exterior y dijo que había evitado otros disturbios, además de pequeños disturbios en torno al casino. Sin embargo, a las 3:30 a. m. , todo en la ciudad se había calmado.
El miércoles por la noche, después del incidente en el casino y durante todo el jueves, se escucharon llamados a atacar a los simpatizantes israelíes en Snapchat, Telegram y grupos de WhatsApp.

### 7 de noviembre
La mañana del 7 de noviembre, las autoridades debatieron si anular el partido debido a los incidentes de la noche anterior y optaron finalmente por mantenerlo. A pesar de la mayor seguridad y la prohibición de este tipo de protestas, manifestantes propalestinos intentaron llegar al Johan Cruyff Arena el día del partido.
Los ultras del Maccabi se reunieron en el centro de la ciudad, en particular alrededor de la plaza Dam, desplegaron pancartas celebrando a los «héroes de guerra israelíes» y lanzaron fuegos artificiales. Entre otras cosas corearon: «Que se jodan los árabes». Otras personas, vestidas de negro, corearon consignas antiisraelíes. La policía ordenó a las personas que exhibían símbolos pro palestinos o coreaban lemas como «Palestina libre» que abandonaran la plaza. Alrededor de las 17:00 horas se dirigieron hacia el estadio, lo que provocó peleas en las calles laterales y en la plaza de la estación.
De camino al partido, los aficionados israelíes fueron captados en vídeo coreando consignas racistas. Según The New York Times, Frankfurter Allgemeine y NBC News, entre los cánticos se incluían «Muerte a los árabes», «Que las FDI ganen», «¿Por qué no hay escuela en Gaza? Allí no quedan niños. Olé, olé, olé» y «Joderemos a los árabes». Ya en el estadio, un grupo de aficionados israelíes interrumpieron con cánticos y silbidos el minuto de silencio en memoria de las víctimas de las inundaciones de 2024 en España; algunos medios lo atribuyeron a las críticas del gobierno español a la conducta bélica de Israel en Gaza.
Tras el partido, los aficionados del Maccabi se desplazaron al centro de la ciudad. Las imágenes muestran a aficionados israelíes escoltados hasta el metro por la policía después del partido cantando canciones antiárabes. Un video, geolocalizado por Sky News en el centro de la ciudad de Ámsterdam después del anochecer del 7 de noviembre, mostraba a aficionados israelíes derribando otra bandera palestina de un edificio, acompañados de cánticos de «Olé, olé» y «que te jodan Palestina». Het Parool difundió vídeos que mostraban a algunos aficionados israelíes paseando por el centro de la ciudad con cinturones en las manos y agrediendo a la gente. Después de medianoche, los aficionados coreando consignas patearon la puerta principal de una mujer que había colocado un cartel pro palestino en la ventana.
Los disturbios continuaron al finalizar el partido, cuando varios grupos que coreaban consignas propalestinas se enfrentaron a aficionados israelíes en la Plaza Dam de la ciudad. La violencia se desató en varias partes de Ámsterdam. Según la policía neerlandesa, los seguidores del Maccabi Tel Aviv fueron emboscados y atacados por grupos en varios lugares de la ciudad. Según The Jerusalem Post, los ataques involucraron múltiples agresiones, con imágenes que mostraban a los aficionados siendo golpeados y perseguidos con cuchillos. Siempre según este periódico israelí, hubo intentos de apuñalamiento y de arrojar personas a un río, así como golpes y escupitajos a los israelíes. Otro medio israelí, Maariv, denunció al menos un intento de secuestro de un israelí,pero este extremo no fue confirmado posteriormente. Vídeos compartidos por redes sociales mostraron a algunos israelíes perseguidos con cuchillos, a un peatón atropellado por un automóvil y a un hombre que terminó en el agua obligado a cantar «Palestina libre» mientras algunos transeúntes le gritaban «kankerjood» («cáncer judío»). Diez israelíes resultaron heridos y tres desaparecieron temporalmente durante los ataques, pero luego fueron localizados.
Un video grabado después de la medianoche por la fotógrafa holandesa, Annet de Graaf, y verificado por The New York Times, mostraba a un grupo de hombres, muchos de ellos vistiendo los colores del Maccabi, recogiendo tubos y tablas de un sitio de construcción, para luego perseguir y golpear a un hombre. A pesar de los incidentes anteriores, De Telegraaf informó que agentes de policía individuales negaron que los aficionados israelíes provocaran la violencia contra ellos. El reportero adolescente Benderbij, que filmó a los hinchas del Maccabi tras el partido, describió cómo «el grupo arrojó las barras de hierro contra los coches de policía y cómo la policía parece proceder a una detención. Más tarde, el grupo amenazó al adolescente para que dejara de filmar.
Las autoridades holandesas dijeron que los atacantes hicieron una distinción entre los judíos de la ciudad y los visitantes, afirmando que no había señales de ataques a los primeros, ni señales de ataques a sinagogas judías. Se cree que la mayoría de las personas implicadas en lo que las autoridades llamaron «cacerías de judíos» eran taxistas y jóvenes en motonetas, que creían que entre los aficionados del Maccabi había soldados de las FDI y agentes del Mosad.

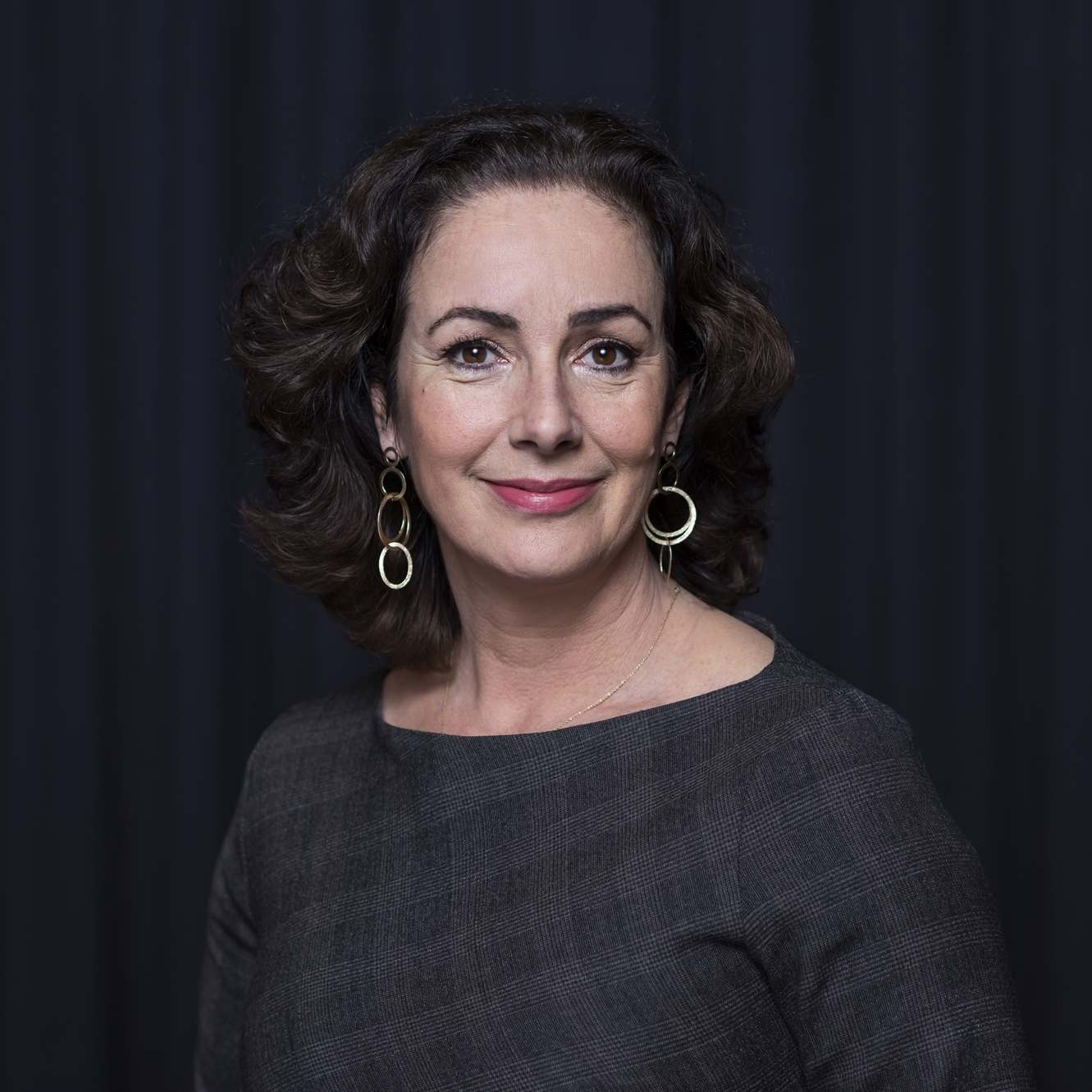
La alcaldesa de Ámsterdam, Femke Halsema, quien dijo que los políticos holandeses están utilizando el término «pogromo» como propaganda para discriminar a los marroquíes y musulmanes.

La alcaldesa de Ámsterdam, Femke Halsema, dijo que los ataques incluyeron atropellos con fuga que fueron llevados a cabo por «muchachos en monopatines», que huyeron del lugar del suceso cuando fueron confrontados por la policía. También dijo que las autoridades habían pedido una evaluación de seguridad al Coordinador Nacional de Seguridad y Contraterrorismo, que no encontró ninguna amenaza específica y agregó que las primeras investigaciones mostraban que los disturbios se habían organizado rápidamente por Telegram. Jazie Veldhuyzen, concejal de Ámsterdam y presidente del partido De Vonk, dijo que los «hooligans de Maccabi» iniciaron la violencia cuando atacaron casas locales, y que la ciudad y el gobierno de derecha estaban explotando los incidentes para perseguir a los inmigrantes.

### Más disturbios
En las noches posteriores a los ataques continuaron los incidentes, incluso hubo casos en que manifestantes obligaron a bajar de los taxis y a mostrar sus pasaportes a viajeros para comprobar si eran israelíes. El 11 de noviembre, cuatro días después de los disturbios, un tranvía en la plaza 40-45 de Ámsterdam se incendió, al parecer debido a los fuegos artificiales que le lanzaron y que también rompieron las ventanas. Las imágenes captaron al menos a una persona gritando «cáncer judío». La policía detuvo a varios sospechosos después de que los enfrentamientos entre docenas de alborotadores y agentes provocaran el incidente del tranvía. Según las investigaciones preliminares, la policía consideró que no estaba claro que hubiera una conexión directa con los disturbios de la semana anterior, y algunas de las detenciones se realizaron por separado del incidente del tranvía.

## Detenciones
En relación con los disturbios la policía detuvo a 71 personas en total, incluidos 62 personas que fueron detenidas antes o durante el encuentro, tres de ellas por violencia pública. Entre las personas detenidas había 49 residentes holandeses y diez israelíes. No se produjeron arrestos la noche del 7 de noviembre durante la disturbios después del partido, pero la policía anunció que buscaría sospechosos. Hasta el 11 de noviembre se habían detenido a nueve sospechosos.

## Consecuencias
Las cinco personas que fueron hospitalizadas debido a los incidentes finalmente fueron dadas de alta, mientras que aproximadamente entre 20 y 30 personas más sufrieron heridas leves que no requirieron atención hospitalaria. Los hinchas israelíes regresaron a Tel Aviv el viernes 8 de noviembre en seis vuelos fletados por el gobierno de su país. A su llegada al aeropuerto Ben Gurión los aficionados del Maccabi corearon los mismos eslóganes racistas que habían coreado en Ámsterdam, entre ellos: «¿Por qué no hay clases en Gaza? No quedan niños allí».
Las autoridades locales emitieron una ordenanza de emergencia que prohíbe cualquier manifestación durante tres días después de los incidentes y otorgó a la policía holandesa la autoridad para detener y registrar a las personas. La policía también fue desplegada en la mayoría de las instituciones judías de la ciudad. La ordenanza se prorrogó cuatro días más hasta el 10 de noviembre. Las organizaciones Erev Rav y la Plataforma Stop Racismo y Fascismo cancelaron una conmemoración local de la Noche de los Cristales Rotos debido a los «violentos» partidarios del Maccabi y la respuesta inadecuada del municipio ante los acontecimientos. También expresaron su preocupación por el «fracaso de la policía a la hora de proteger a los judíos y manifestantes antisionistas, después de que el alcalde y la policía de Ámsterdam permitieran a los sionistas israelíes causar estragos, quemar banderas palestinas, desear la muerte a los árabes y maltratar a los taxistas». Por su parte, el gobierno de Israel prohibió a sus militares viajar a los Países Bajos hasta nuevo aviso.
El 13 de noviembre de 2024, manifestantes propalestinos que se habían reunido en la plaza Dam a pesar de la prohibición de protestar fueron filmados siendo atacados por la policía. La alcaldesa Halsema dijo que el incidente «parece grave» y que la policía y la fiscalía lo estaban tratando como una investigación de alta prioridad y también intentarán determinar si algunos agentes se propasaron en el uso de la violencia contra los manifestantes. Halsema puso fin a la prohibición de protestar el 14 de noviembre de 2024, diciendo que aplicar la prohibición se había vuelto «insostenible».
En preparación para el partido de la Liga de Naciones de la UEFA 2024-25 del 14 de noviembre entre Francia e Israel en el Estadio de Francia, cerca de París, las autoridades francesas movilizaron a más de 4000 agentes por toda la ciudad junto con unidades de la RAID escoltando al equipo israelí y a sus aficionados. También se incrementaron los controles de seguridad cerca del estadio y se prohibió la presencia de mensajes políticos y banderas palestinas en el estadio. A pesar de ello, algunos funcionarios israelíes instaron a los aficionados a no asistir por su propia seguridad.
El coordinador de la Francia Insumisa (LFI), Manuel Bompard, solicitó la anulación del partido entre las selecciones nacionales de Francia e Israel, previsto en el Estadio de Francia, debido a «violaciones inaceptables del Derecho Internacional» cometidas por Israel en Oriente Próximo. El ministro francés del Interior, Bruno Retailleau, rechazó está solicitud y le pidió al prefecto de la Policía que adoptase todas las medidas de seguridad «necesarias».

### Cobertura de la prensa
El canal británico Sky News y el canal israelí Canal 12 fueron criticados por editar informes y eliminar publicaciones en las redes sociales que hacían referencia al comportamiento racista y antiárabe de los fanáticos israelíes. Sky News eliminó las referencias a los aficionados del Maccabi Tel Aviv derribando una bandera, aunque se podía escuchar a los tres hombres en el video hablando en hebreo, y eliminó una referencia a los aficionados del Maccabi atacando a los lugareños. De manera similar, el Canal 12 eliminó una publicación sobre los aficionados israelíes que derribaron una bandera palestina y tuvieron altercados con taxistas musulmanes después de que la cadena enfrentara reacciones negativas, incluso del hijo del primer ministro israelí Benjamin Netanyahu, Yair, quien preguntó: «¿De qué lado está el Canal 12?» La fundadora del Consejo Judío de Australia, Sarah Schwartz, describió la decisión de Sky News como «un poderoso ejemplo de reportaje distorsionado» y criticó otras coberturas en todo el mundo, escribiendo que «las analogías con los pogromos y el Holocausto oscurecen la realidad» y permiten que el racismo antipalestino y el antisemitismo «florezcan».
La fotógrafa holandesa Annet de Graaf filmó a los seguidores del Maccabi atacando a habitantes locales, pero muchos medios de comunicación inicialmente informaron erróneamente que el video mostraba a una turba antisemita golpeando a israelíes, incluidos The Wall Street Journal, el tabloide alemán Bild y el programa de noticias Tagesschau de la radiodifusión pública alemana, la ARD. The New York Times lo atribuyó a un error de Reuters, que difundió el material. DW y Tagesschau publicaron posteriormente correcciones. Muchos usuarios de las redes sociales cuestionaron el informe inicial, De Graaf se dirigió a CNN, BBC, The Guardian y The New York Times en una publicación viral solicitando que también publicaran una disculpa y una corrección. The Guardian publicó una aclaración el 11 de noviembre de 2024 y The New York Times hizo lo mismo el 12 de noviembre de 2024, después de verificar de forma independiente las afirmaciones de De Graaf. Por las redes sociales circularon también vídeos supuestamente de los disturbios que en realidad correspondían a incidentes de años atrás o que ni siquiera se habían producido en Ámsterdam.
El columnista de The Guardian, Owen Jones, criticó la cobertura mediática de los acontecimientos por no cubrir el comportamiento de los aficionados israelíes en el período previo a los enfrentamientos, diciendo: «si condenas a los fanáticos racistas que literalmente disfrutan de la matanza masiva de niños, entonces serás tildado de intolerante y odioso». Marc Owen Jones, experto en desinformación y profesor asociado de la Universidad Hamad Bin Khalifa de Catar, dijo que los medios de comunicación, desde The New York Times hasta la BBC, habían dado una versión «ridículamente sesgada» de los hechos y «adoptaron acríticamente lo que parecía un comunicado de prensa del gobierno israelí».
Algunos periodistas israelíes criticaron la cobertura mediática del evento. El periodista israelí-estadounidense Mairav Zonszein, del International Crisis Group, dijo que era «absurdo» comparar la violencia en Ámsterdam con los pogromos antijudíos en el Imperio ruso. Brendan McGeever investigador del Instituto Birkbeck para el Estudio del Antisemitismo subrayó que la referencia a los pogromos es «engañosa», «políticamente peligrosa»y «hace un flaco favor a la historia judía». En un artículo de opinión publicado en Haaretz, el periodista político israelí Gideon Levy criticó el «horrendo y criminal pogromo contra los hinchas de fútbol israelíes» y lo comparó con los «pogromos diarios en Cisjordania» contra los palestinos y la guerra en Gaza. Escribió: «Israel batió otro récord el jueves por la autovictimización de la que tanto disfruta y los medios batieron otro récord por la incitación, la exageración, el alarmismo y, sobre todo, la ocultación de información que no encaja con la narrativa que disfrutan sus consumidores. Ámsterdam brindó una oportunidad imperdible: una vez más, los judíos son golpeados en Europa».
Al hablar de la cobertura de la prensa internacional sobre los acontecimientos, la alcaldesa de Ámsterdam, Femke Halsema, expresó su frustración porque sus comentarios habían sido «utilizados como arma» y «propaganda» por Israel, dejando a su administración abrumada. Dijo que Netanyahu agravó los problemas al emitir su declaración antes de que las autoridades de Ámsterdam supieran lo que realmente había sucedido, lo que llevó a que se presentara la violencia como ataques selectivos contra israelíes por parte de marroquíes y palestinos locales, y que esto contribuyó a la desinformación que siguió. También dijo que no había sido advertida sobre los antecedentes violentos de los seguidores del Maccabi Tel Aviv antes del partido, y pidió una investigación independiente.

### Crisis del Gobierno neerlandés
El 15 de noviembre de 2024, la secretaria de Estado de Prestaciones y Aduanas, Nora Achahbar, del partido centrista Nuevo Contrato Social, uno de los cuatro partidos que forman la coalición gubernamental neerlandesa, anunció su dimisión, tras unas declaraciones sobre los disturbios que consideró ofensivas, radicales y potencialmente racistas durante una reunión del Consejo de Ministros sobre el incidente. Schoof invitó a los líderes de los cuatro partidos de la coalición a unirse al gabinete para mantener conversaciones de crisis con el fin de evitar un colapso del gobierno, y finalmente acordaron que los otros miembros del NSC que también forman parte del Gabinete permanecerían en sus puestos. Schoof negó las acusaciones de racismo dentro del gabinete y los partidos de la coalición.

## Reacciones

### Israel
A las 02:39 de la madrugada del 8 de noviembre, hora local, Boaz Bismuth, diputado israelí del Likud, llamó a los incidentes de Amsterdam «un impactante pogromo».
El presidente israelí, Isaac Herzog, calificó los acontecimientos como un «pogromo antisemita» y una advertencia para cualquier nación que valore la libertad, pero expresó su confianza en la capacidad de las autoridades holandesas para proteger a los israelíes y los judíos. El ministro de Asuntos Exteriores de Israel, Guideon Saar, aconsejó a los ciudadanos israelíes en Ámsterdam que permanecieran en sus hoteles. A raíz de la violencia, que condenó como «bárbara y antisemita», describió los acontecimientos como «una fuerte llamada de alarma para Europa y el mundo». También solicitó a su homólogo neerlandés, Caspar Veldkamp, ayuda para transportar a los ciudadanos israelíes de forma segura desde sus hoteles al aeropuerto. La embajada de Israel en los Países Bajos dijo que los ataques incluyeron «patadas, golpes e incluso atropellos a ciudadanos israelíes».
En una llamada con el primer ministro neerlandés Schoof, el primer ministro israelí Benjamín Netanyahu destacó «la importancia suprema» de garantizar la seguridad de todos los israelíes en los Países Bajos. Netanyahu destacó la gravedad de los ataques antisemitas planeados contra ciudadanos israelíes y pidió mayor seguridad para la comunidad judía en Países Bajos. También comparó los ataques con la Noche de los Cristales Rotos, señalando que los ataques ocurrieron en su 86 aniversario. Netanyahu hizo arreglos para que El Al, la aerolínea de bandera de Israel realizara ocho vuelos gratuitos desde Ámsterdam a Tel Aviv, para transportar a 2000 israelíes.

### Países Bajos

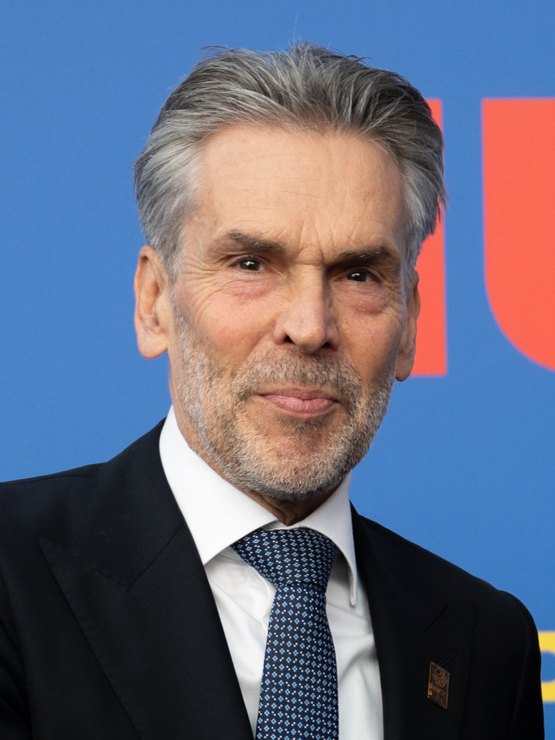
El primer ministro de los Países Bajos, Dick Schoof, quien dijo sentirse «avergonzado» y «horrorizado» por lo ocurrido

El primer ministro de los Países Bajos, el derechista Dick Schoof, dijo sentirse «avergonzado» y «horrorizado por los ataques antisemitas contra ciudadanos israelíes». Calificó la situación de «totalmente inaceptable» y añadió que «los autores serán identificados y procesados». Culpó a un grupo específico de jóvenes con antecedentes migratorios por los ataques y dijo que los eventos apuntaban a un problema de integración más amplio y añadió que estaba «en estrecho contacto con todas las partes implicadas y acaba de hablar por teléfono con Netanyahu para subrayar que los perpetradores serán identificados y procesados». El ministro de Justicia, David van Weel, declaró que los perpetradores serían identificados y responsabilizados, y agregó: «Deberíamos avergonzarnos de nosotros mismos».
El rey Guillermo Alejandro de los Países Bajos expresó «profundo horror y conmoción» por los ataques, y agregó: «Le fallamos a la comunidad judía de los Países Bajos durante la Segunda Guerra Mundial, y anoche volvimos a fallar».
Múltiples partidos en la Cámara de Representantes pidieron un debate urgente, que tendrá lugar la próxima semana. El político ultraderechista Geert Wilders escribió: «Parece una cacería de judíos en las calles de Ámsterdam. Arresten y deporten a la escoria multicultural que atacó a los partidarios del Maccabi Tel Aviv en nuestras calles». La líder del partido político liberal VVD, Dilan Yeşilgöz-Zegerius, describió las imágenes como «increíblemente enfermizas» y se refirió a los perpetradores como «pura escoria, y puro odio a los judíos». Stephan van Baarle, miembro del DENK, comentó en el Parlamento holandés: «¡Esta escoria Maccabi con permiso genocida pensaron que podían aterrorizar las calles de Ámsterdam y hacerlas inseguras como una especie de colonos!».
La alcaldesa de la ciudad, Femke Halsema, del partido GroenLinks, condenó los ataques y llamó a los perpetradores «escuadrones antisemitas de ataque y fuga». Expresó su profunda vergüenza y calificó el incidente como «un momento muy oscuro para la ciudad», que entendía que a algunos le pudiese recordar a los pogromos contra judíos en Europa. Sin embargo, la alcaldesa expresó posteriormente su frustración por la forma en que Israel había aprovechado sus comentarios para enmarcar la violencia como ataques selectivos contra israelíes, y se quejó de la falta de información sobre las provocaciones de los seguidores del Maccabi de Tel Aviv. También lamentó haber utilizado la palabra «pogromo» para describir los incidentes, que según dijo se habían «politizado hasta el punto de la propaganda». La alcaldesa también dijo que debería haber mencionado el comportamiento violento de los aficionados israelíes antes y después del partido.
La ciudad prohibió las manifestaciones durante el fin de semana posterior a los incidentes y otorgó a la policía poderes de parada y registro. El concejal Jazie Veldhuyzen criticó a la policía por no tomar medidas contra los aficionados del Maccabi y sólo responder suficientemente cuando fueron atacados por los residentes de Ámsterdam.
Un comunicado publicado por las autoridades de Ámsterdam cuatro días después de los disturbios los atribuyó tanto al antisemitismo de los atacantes como a la provocación y violencia de los hinchas «hooligans» del Maccabi. La ciudad también dijo que no había recibido ninguna advertencia previa de la NCTV, la unidad antiterrorista holandesa.

### Palestina
El Ministerio de Asuntos Exteriores palestino emitió un comunicado en el que rechaza toda forma de violencia, pero condenó el racismo antiárabe y la profanación de la bandera palestina por parte de los hinchas del Maccabi, también expresó su preocupación por los tres días de «actos violentos» en la capital llevados a cabo por hinchas conocidos por sus «tendencias racistas». El Ministerio instó al gobierno holandés a investigar a los responsables de los disturbios y a garantizar la protección de los palestinos y los árabes y dijo sentirse preocupado por la presencia de colonos ilegales y soldados que supuestamente difunden «ideas racistas» en las ciudades europeas. El Ministerio advirtió de la creciente influencia de estos grupos, caracterizando sus acciones como un «ataque directo a la identidad y los símbolos palestinos».
Sami Abu Zuhri, portavoz de Hamás, dijo que los disturbios fueron una respuesta espontánea a las acciones de Israel en Gaza. Afirmó que los acontecimientos ilustran la reacción pública al genocidio en curso en Gaza, que se desarrolla en directo sin una intervención internacional efectiva, y que poner fin a la violencia en Gaza es esencial para defender los derechos humanos y apoyar la seguridad regional y mundial.
La Asociación Palestina de Fútbol se mostró «profundamente preocupada por la serie de hechos violentos ocurridos en Amsterdam, que comenzaron con la deplorable incitación a la violencia, el racismo antipalestino y la islamofobia expresados por los hinchas del Maccabi Tel Aviv, que también atacaron viviendas y comercios que exhibían la bandera palestina en solidaridad con las víctimas del genocidio en curso». Aseguraron que «La falta de rendición de cuentas por esa violencia arraigada y ese racismo normalizado (por parte de los hinchas israelíes) sólo ha dado lugar a más incidentes lamentables, como los de Amsterdam». También afirmaron que habían «presentado a la FIFA pruebas exhaustivas de esas expresiones de odio, pero que aún no se han tomado medidas concretas».

### Internacional
- Francia: el gobierno francés condenó lo que denominó «actos de agresión antisemitas inaceptables».[144] La diputada francesa Marie Mesmeur afirmó que los israelíes fueron atacados «porque eran racistas y apoyaban el genocidio» y no «porque fueran judíos». También añadió que los israelíes habían «llamado a matar árabes en público y habían entonado cánticos genocidas y a favor de Netanyahu».[145]

- Alemania: el embajador alemán en Israel, Steffen Seibert, declaró que como europeo se sentía «avergonzado de ver escenas así en una de nuestras grandes ciudades». Añadió que «perseguir y golpear a los hinchas de fútbol israelíes no es una protesta contra la guerra. Es algo criminal e intolerable y todos debemos oponernos a ello».[18]

- Reino Unido: el secretario de Asuntos Exteriores del Reino Unido, David Lammy, dijo que estaba «horrorizado» por los «ataques antisemitas contra los ciudadanos israelíes», que condenó «rotundamente».[146]

- Estados Unidos: el presidente estadounidense, Joe Biden, escribió: «Los ataques antisemitas contra los aficionados al fútbol israelíes en Ámsterdam son despreciables y reflejan momentos oscuros de la historia en los que los judíos fueron perseguidos».[147]

- Unión Europea: la presidenta de la Comisión Europea, Ursula von der Leyen, condenó «enérgicamente» los «viles ataques contra ciudadanos israelíes» y señaló que «El antisemitismo no tiene cabida en Europa y estamos decididos a luchar contra todas las formas de odio».[148]

- Organización de las Naciones Unidas: el secretario general de la ONU António Gutierres, se mostró «conmocionado por la violencia» y condenó «todas las formas de antisemitismo e intolerancia antimusulmana».[149] Por su parte, Francesca Albanese, experta del Consejo de Derechos Humanos de las Naciones Unidas, dijo que la islamofobia esta aflorando a través del «racismo antipalestino en las calles, plazas, comisarías, oficinas públicas, universidades y escuelas europeas».[52]

### Organizaciones internacionales
- DIEM25 denunció la hipocresía de los políticos y medios de comunicación europeos al utilizar los disturbios para suscitar simpatía por Israel y reiteró su petición de que los equipos israelíes sean excluidos de las competiciones internacionales de fútbol.[150]

- La Fundación Hind Rajab (HRF) presentó denuncias contra los aficionados del Maccabi Tel Aviv F.C. por corear consignas genocidas y racistas, como «Que se jodan los árabes»,[151] y «No hay escuelas en Gaza porque no quedan niños»,[152] cánticos que la Fundación calificó de retórica genocida e incitación a la violencia.[153][154] HRF también presentó denuncias por vandalismo contra la propiedad, incluidos ataques a símbolos palestinos como banderas y agresiones a ciudadanos locales.[155][151]